# Paul Moriarty
Pour les articles homonymes, voir Moriarty.
Pas d'image ? Cliquez ici

a Compétitions nationales et continentales officielles uniquement.

b Matchs officiels uniquement.
William Paul Moriarty est né le 16 juillet 1964 à Morriston (pays de Galles). C’est un ancien joueur de rugby à XV, qui a joué avec l'équipe du pays de Galles, évoluant au poste de troisième ligne (1,95 m pour 111 kg).
Il est le frère de Dick Moriarty et le père de Ross Moriarty, tous deux également internationaux gallois.

## Carrière
Il a disputé son premier test match le 15 février 1986, contre l'équipe d'Irlande, et son dernier test match fut contre l'équipe de Nouvelle-Zélande, le 28 mai 1988.
Moriarty a disputé six matchs de la Coupe du monde 1987.

## Palmarès
- 21 sélections
- Sélections par année : 5 en 1986, 11 en 1987, 5 en 1988
- Tournois des Cinq Nations disputés : 1986, 1987, 1988
- 3e de la coupe du monde 1987.